# Combretum cacoucia
Espèce
Classification phylogénétique
Synonymes
Selon Tropicos (25 février 2022)
- Cacoucia coccinea Aubl. - Basionyme
- Combretum coccineum (Aubl.) Engl. & Diels
- Combretum graciliflorum Stace
- Schousboea coccinea (Aubl.) Willd.
- Terminalia cacoucia Baill.

Combretum cacoucia est une espèce de plantes à fleurs de la famille des Combretaceae. Il s'agit de l'espèce type du genre Combretum Loefl. C'est une liane arbustive néotropicale.
En Guyane, il est connu sous les noms de Queue de ara, Liane poison (Créole), Kaawu arib (Palikur), Rabo-de-arara, Yoyoca (Portugais).
Au Suriname, on l'appelle Vreemoesoe-wisie (Sranan tongo), Sekema (Karib), Jalimino (Arawak), ou encore Fremusunoto, Yanman, Ravetere, Puspustere.
On la nomme Jaroomany, Yanman, Bat-bane, Wild almond au Guyana, Sanajorro au Venezuela, et Rabo de arara au Brésil.

## Description
Combretum cacoucia est une liane ligneuse montant jusqu'à 20 m avec une tige atteignant jusqu'à 10 cm de diamètre, ou parfois un arbuste haut jusqu'à 2,5-4 m.
Il porte des trichomes glandulaires pédonculés, longs de 50 à 110 μm, à tige unisériée de 6-14 cellules, et à tête obovoïde de 25-35 x 20-25 μm.
Combretum cacoucia se distingue par ses longs épis rigides de grandes fleurs zygomorphes, et ses longs fruits à 5 côtes.
Les feuilles sont opposées ou plus ou moins alternes sur l'axe floral, en dessous de l'épi, herbacées à subcoriaces, mesurant 3,5-22 x 1,6-10 cm, de forme large, elliptique à oblongue-ovale, à l'apex courtement acuminé, et à base arrondie à légèrement cordée.
Elles sont souvent finement verruqueuses et plus ou moins pubescentes avec de nombreuses glandes pédonculées le long des nervures de la face inférieur, en dessous peu à très peu mais parfois modérément sur les nervures surtout en dessous, et des glandes pédonculées sont clairsemées au-dessus.
Le pétiole est long de 0,3-0,8 cm, pubescent à densément pubescent, avec des glandes pédonculées rares à fréquentes et non lépidotées.
Les 5-9 paires de nervures secondaires sont généralement eucamptodrome ou eu-camptodrome-brochidodrome.
Les inflorescences sont simples, en épis terminaux ou axillaires, allongés; de 18-50(-70) cm, à tiges feuillées jusqu'à la base de l'épi.
Le rachis est très trapu, densément pubescent à tomenteux, avec de minuscules glandes pédonculées rares à fréquentes, et dépourvues d'écailles peltées.
Les bractées foliacées sont linéaires-lancéolées, bien visibles, atteignant 4,5 × 1,5 cm aux nœuds inférieurs.
Les fleurs rouges, pentamères, mesurent 18-33 mm (du rachis à l'apex des sépales), et sont plus ou moins zygomorphes.
L'hypanthe inférieur est long de 6-14 mm, pour 6-9 mm de diamètre.
L'hypanthe supérieur est profondément incurvé-cupuliforme à infundibuliforme, mesurant 10-19 x 3,5-15 mm, et plus ou moins densément pubescent l'intérieur.
Le pédicelle de 3-7 mm de long rétrécie au cou, densément pubescente, glandes pédonculées très rares à fréquentes.
Les 5 lobes du calice sont dressés, longs de 2,5-6 mm, de forme triangulaire à étroite, l'apex aigu.
Les 5 pétales (rarement 4) sont dressés, de forme obovale à étroite ou elliptiques à large, mesurant 6-16,4 x 4-5,8 mm, plus ou moins exsertes à l'anthèse, l'apex aigu à subaigu, pubescent sur les deux faces.
Les 10 étamines, sont bien exsertes, avec des filets longs de (5-15)19,5-29,5 mm.
Le disque est bien développé, épais, avec les marges formant une crête en anneau qui ferme presque le réceptacle supérieur, étroitement appliqué à la base du style, densément pubescent au bord, long de 26,5-44,5 mm, avec une portion libre sur environ 1,5-2 mm de long, exserts jusqu'aux filets, glabres ou pubescents à la base, et contenant 3-4 ovules.
Les fruits à 5 crêtes, longs de 5 à 8 cm pour 1,7-2,8 cm de large, sont de forme elliptique en vue latérale, à apex progressivement effilé à étroitement arrondi puis obtus, à base progressivement effilée en pseudostipe long d'environ 1-3 cm, densément pubescents (avec de nombreuses glandes pédonculées) devenant subglabres avec l'âge,,.

## Taxonomie
Les espèces alliées les plus proches se trouvent en Afrique tropicale occidentale.
Les relations phylogénétiques de Combretum cacoucia au sein de sa famille ont été étudiées.

## Répartition
Combretum cacoucia est présent en Amérique centrale du Bélize et du Guatemala au Panama et jusqu'à la Colombie en passant par le Honduras, le Nicaragua, le Costa Rica, et sur la côte atlantique de l'est du Venezuela au sud du delta de l'Amazone au nord-est du Pará (Brésil), en passant par le Guyana, le Suriname, et la Guyane, avec une disjonction sur au moins 1 600 km à travers la Colombie et le Venezuela,.

## Écologie
Combretum cacoucia est une liane commune des végétations ripicoles en Guyane, et dans les forêts anciennes inondées, les forêts marécageuses riveraines ou lacustres, dans les végétations d'arrière-mangrove, les marécages de plaine, et les forêts secondaires, en bord de routes et dans la savane broussailleuse, autour de 0-150 m d'altitude au Venezuela.

## Utilisation

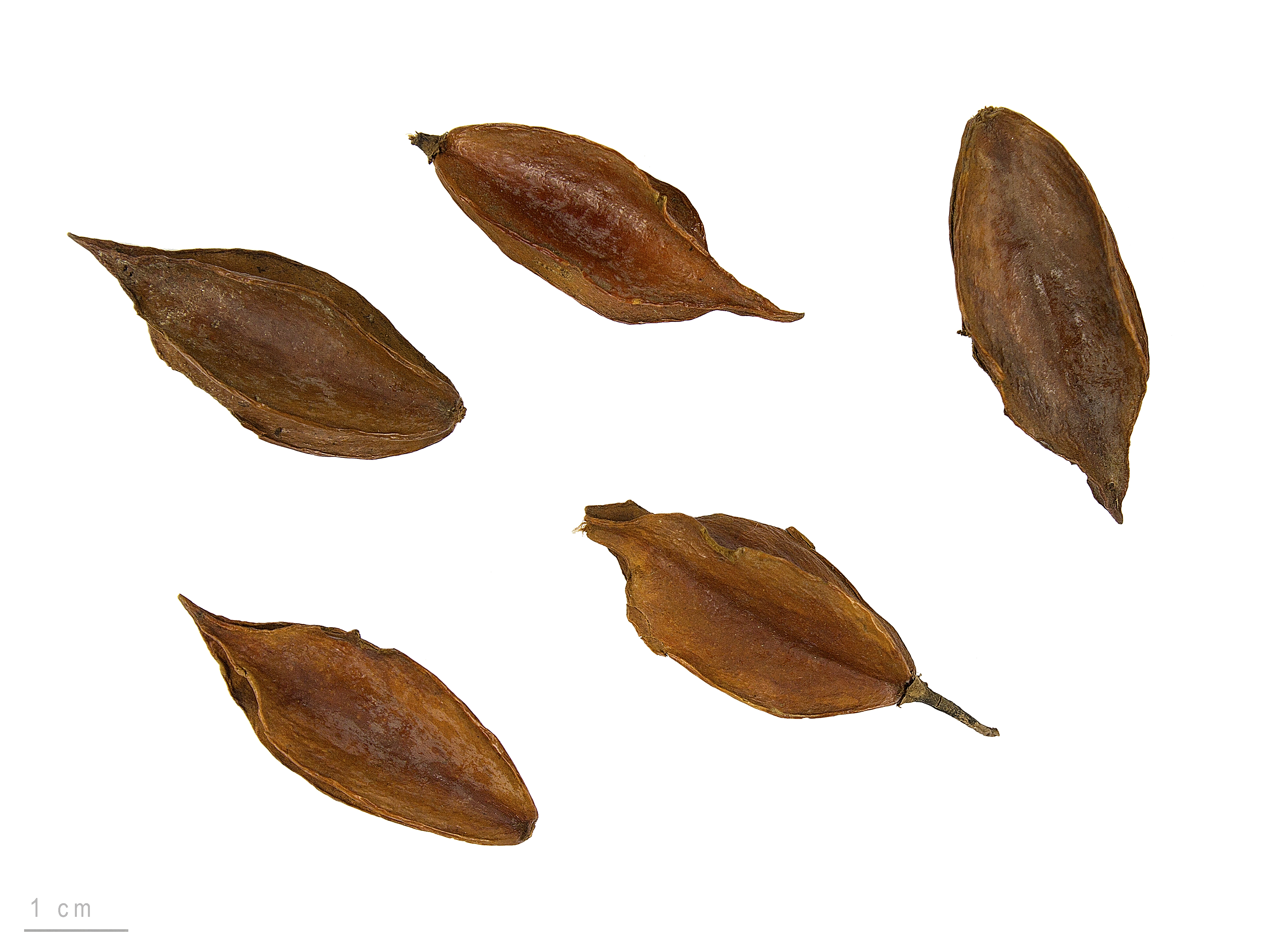
Fruits de Combretum cacoucia

Les Palikur brûlent les graines vénéneuses de Combretum cacoucia séchées pour enfumer les colonies et faire fuir les chauves-souris des habitations,.
Au nord-ouest du Guyana, les Amérindiens pulvérisent la poudre de graines séchées sur les poulets, pour éloigner les Desmodus (chauve-souris hématophages)
L'ingestion des fruits de Combretum cacoucia provoque principalement d'abondants vomissements, probablement en raison de la teneur des Combretum en saponines triterpéniques,.
Selon les croyances populaires de la région de Belém (Pará), les fleurs de Combretum Cacoucia ont la réputation d'être toxiques (sans preuve chimique pour étayer cette affirmation). On a signalé la présence de caféine et de tanins dans le genre Combretum.
Combretum cacoucia contient des substances (tanins) aux propriétés antioxydantes et protectrices contre les UV-B.

## Protologue

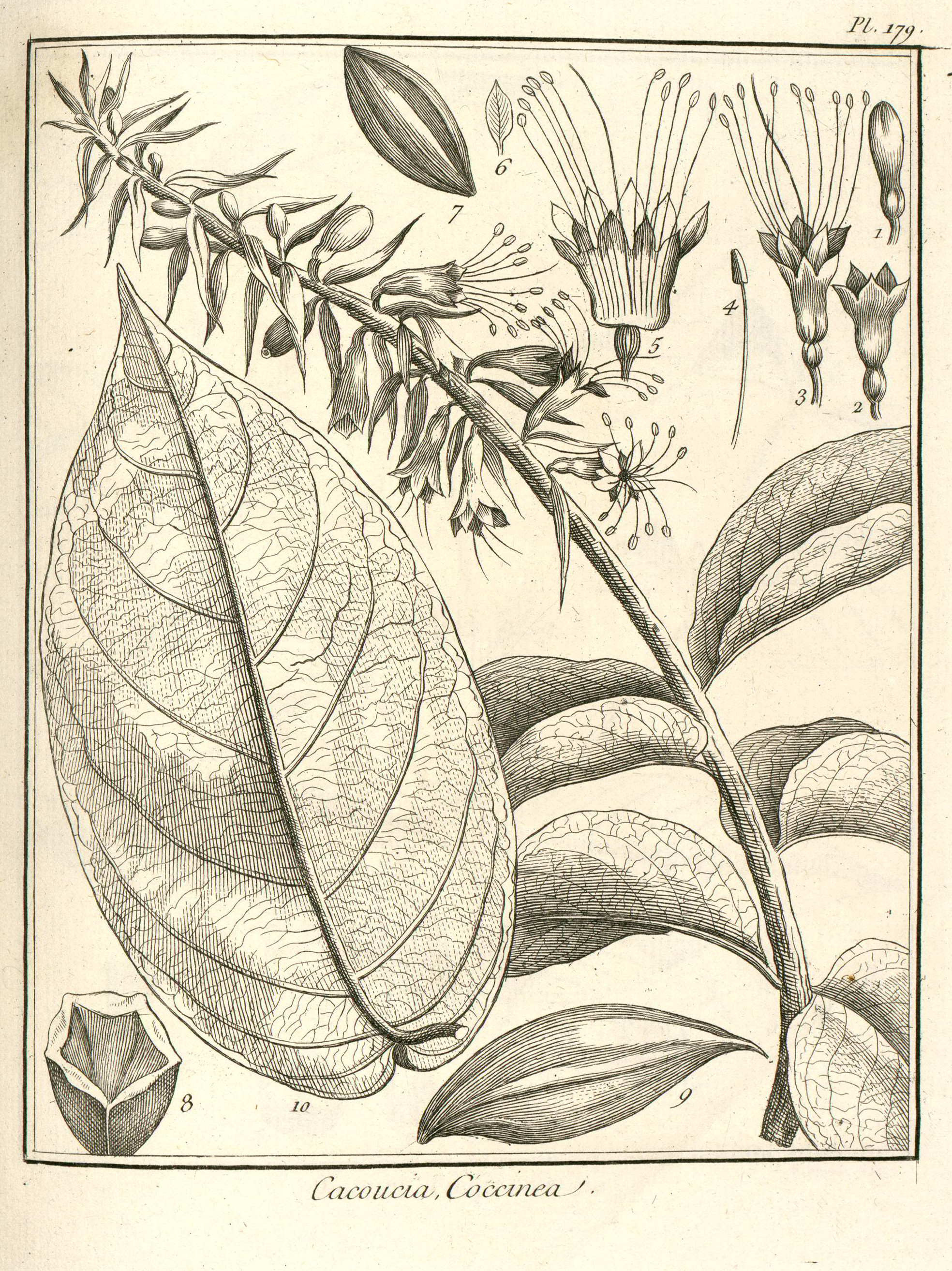
Combretum cacoucia par Aublet (1775)
Planche 179 : L'on a un peu groſſi les détails de la fleur ; le fruit eſt de groſſeur naturelle. - 1. Ovaire. Bouton de fleur. - 2. Ovaire. Calice. - 3. Ovaire. Fleur épanouie. - 4. Étamine. - 5. Corolle ouverte. Pétales. Étamines. Ovaire. Style. - 6. Pétale. - 7. Amande. - 8. Capſule coupée en travers. - 9. Capſule. - 10. Feuille de grandeur naturelle.

En 1775, le botaniste Aublet propose le protologue suivant : 

« CACOUCIA coccinea. (Tabula 179.)
Frutex ramos plures ſcandentes, longiſſimos, è caudice ſex aut ſeptem-pollicares emittens, ſuprà arbores, etiam altiſſimas, ſparſos ; Ramis & ramulis dependentibus. Folia alterna, ovata, in acumen longum producta, rigida, ampla, integerrima, petiolo brevi ſuſulta. Flores in longiſſimam ſpicam terminalem diſpoſiti ; floribus ſolitariis ; ad axillam squamulæ oblongæ, acutæ.
Florebat, fructumque ferebat Novernbri.
Habitat ad ripam fluvii Sinemarienſis.

LE CACOUCIER pourpre. (PLANCHE 179.)
Cet arbrisseau vient auprès de grands arbres. Son tronc a par le bas ſix à ſept pouces de diamètre. Il jette des branches ſarmenteuſes & rameuſes qui s'élèvent juſque ſur la cime des plus grands arbres, d'où pendent des rameaux chargés de feuilles & de fleurs.
Les feuilles ſont alternes, liſſes, fermés, dures, entières, vertes, ovales, & terminées en pointe ; leur pédicule eſt court & coude : on en a repréſenté une de grandeur naturelle.
Les fleurs naiſſent à l'extrémité des rameaux ſur des épis qui ont juſqu'à deux pieds de longueur. Elles ſont ſeſſiles, ſolitaires, alternes, & naiſſent à l'aiſſelle d'une longue écaille aiguë & verte.
Le calice eſt porte ſur un petit ovaire vert & à cinq angles. Ce calice eſt vert à ſa baſe ou il eſt arrondi, enſuite il s'allonge & s'évaſe en forme de cloche, de couleur rouge de corail ; ſon bord eſt diviſé en cinq parties égales, larges & aiguës.
La corolle eſt à cinq pétales rouges & veines, attaches par un onglet entre & ſous les divisions du calice.
Les étamines ſont au nombre de dix, rangées ſur la paroi interne & inférieure du calice, alternativement plus élevées les unes que les autres. Leur filet eſt ores long, rouge, & déborde conſidérablement. L'anthère eſt jaune, ovoïde, & à deux bourſes.
Le piſtil eſt un ovaire ſurmonté d'un style de la longueur des étamines. Il eſt terminé ; par un stigmate aigu.
L'ovaire devient une baie ovale, jaune, pointue, à cinq angles, remplie d'une pulpe qui couvre une amande renfermée dans une membrane blanche.
Les Galibis ont coutume de trotter le muſeau de leurs chiens avec ce fruit, lorſqu'ils vont a la chaſſe, perſuadés que par ce moyen ils rendent l'organe de l'odorat de ces animaux plus ſenſible.
J'ai trouvé cet arbriſſeau ſur les bords de la rivière de Sinémari, à vingt lieues de ſon embouchure.
II étoit en fleur & en fruit dans le mois d'Octobre. L'on a un peu groſſi les détails de la fleur ; le fruit eſt de groſſeur naturelle. »

— Fusée-Aublet, 1775.